# IPhone (初代)
iPhone（アイフォーン）は、Appleが販売したスマートフォンである。この項目では、初代のiPhone（レトロニム：オリジナルiPhone）について記述する。
Appleが携帯電話を開発するという噂は以前からあったものの、2007年1月9日に正式発表され、同年6月29日にアメリカで発売された。クワッドバンド GSMセルラー接続、GPRSとEDGEによるデータ転送に対応している。
画面サイズは3.5インチ。
ソフトウェアアップデートは終了しており、最後の公式OSはiPhone OS 3.1.3である。

## 歴史

### 開発
Appleのスティーブ・ジョブズは、タブレットコンピュータのようにキーボードやマウスを用いず、マルチタッチパネルを用いるディスプレイへの直接入力を発想し、これをサイドプロジェクトとしての研究を技術者集団へ指示し、試作品やユーザインタフェースを見直していた時に携帯電話へ技術を実装するアイディアを発想している。2005年に開始されたProject Purple 2は、AT&T（旧シンギュラー・ワイヤレス）とコラボレーションしながら、推定1億5千万ドルの開発費と30か月間以上を費やして極秘にデバイス製作している。モトローラとのコラボレーションであるMotorola ROKR E1が失敗に終わったことで委員会による設計を採用されていない。
初代iPhoneは2007年1月9日にカリフォルニア州サンフランシスコのモスコーニ・ウェストで開催されたMacworld Conference & Expoの基調講演でスティーブ・ジョブズによって、「2年半の間、この日を楽しみにしていた」「本日、Appleは電話を再発明する」、iPhoneは「タッチ操作のできるワイドスクリーンのiPod」「革命的な携帯電話」「インターネットコミュニケーター」の3つを統合したデバイスであると発表されている。

### 発売
2007年6月29日、アメリカ合衆国での発売時にApple StoreやAT&T直営店の周囲では発売日前から1000人が行列し、多くの店では1時間程度で完売状態になりPlayStation 3の発売時に発生した様な強盗や銃撃を防ぐため、非番の警察官が店舗を警備する騒動になる。アメリカ人の10人に6人がiPhoneは発売前からチェックしていたとする調査結果もある。同年11月にイギリス、フランス、ドイツで、2008年春にはアイルランド共和国、オーストリアでも発売される。その他の地域（カナダ、オーストラリア、日本など）では発売されず、後継機種のiPhone 3Gを待たなければならなかった。

### リリース後
2007年9月5日にiPhoneから携帯電話ネットワークを介しての電話・インターネット機能を削除したタッチスクリーン機器のiPod touchが発売されると同時に、iPhone 8GBモデルが599ドルから399ドルに値下げされ、4GBモデルは販売終了になる。iPhoneの販売台数は発売開始74日後に100万台を達成した。値下げに関する多くの苦情を受けたAppleは値下げ前に購入したユーザーにストアクレジットを付与した。
2008年2月5日に16GBモデルを発売し、3月6日にiPhone OS 2.0対応アプリケーション製作用SDKを開発者へ向けてリリースしている。6月9日に後継機種となるiPhone 3Gを発表して7月11日に出荷を開始したことにより、初代iPhoneは総売上台数6,124,000台で販売を終了している。
Appleは初代iPhoneを単に「iPhone」と呼んでいたが、2010年7月プレスリリース以降「初代iPhone (the original iPhone)」とも表記されている。

### ユニークなアクティベーション

#### アクティベーション
初代iPhoneは、初回起動時はロック画面に「Activate iPhone,Connect to iTunes」と表示され、iTunesに繋いでアクティベーションする事を促される。
ユーザーが自らiPhoneのキャリアとの回線契約やApple IDの登録をこのiTunes上のアクティベーションプロセスの中で行う。
これまでの一般的な携帯電話は、キャリアなどの店頭でアクティベーションや回線契約を行うのが基本であったが、この初代iPhoneは、iPodのようにiPhone本体を購入してユーザーが自ら自宅やオフィスのMacやパソコンのiTunes上でアクティベーションとキャリアとの回線契約を行うという大変ユニークなものであった。
アクティベーションしない場合は緊急電話機能のみ利用できる。

#### キャリアとの回線契約
ユーザーがiTunes上で自ら行う。

#### 方法
iPhoneをMacもしくはWindows PCとUSB接続し、iTunes上で料金プランの選択、個人情報の記入、そして、キャリアとの契約を結ぶ。

#### キャリアとの回線契約に必要なもの
キャリアとポストペイド（後払い）契約を結ぶ場合は、
- 販売国の住所
- 販売国で発行されたクレジットカードやデビットカード
- 社会保障番号（アメリカの場合）

が、必要となるが、プリペイド（先払い）契約の場合は不要である。
この為、社会保障番号がない短期滞在者や旅行者がポストペイド契約を行う事は極めて困難であった。

#### 利点
ユーザーが自らiTunesでアクティベーション、契約を行うので、手順がシンプルであり、また、ユーザーがiPhoneを手にする前にアクティベーションのためにユーザー以外の誰かがiPhoneを開封する事もなく、工場出荷時の未開封の綺麗な状態のiPhoneを入手する事ができる。

#### トラブル
このようにシンプルな反面、ユーザー側が自らiTunesで回線契約を行うというのは前例がなく、トラブルも起きた。
iPhone本体の購入は誰でも可能な為、最初からキャリアと契約するつもりのないSIMアンロックなど不正改造目的であったり、転売目的で、購入する者も後を絶たなかった。
この為、Apple StoreではiPhoneは1人2台まで購入可能という制限を設けた。
それでも、現金で購入されると、意味をなさなくなるので、購入には現金は受け付けずクレジットカードのみに制限された。
その為、iPhoneを複数店舗で大量に購入しようとした華僑に対しスタッフが販売を拒否するという珍事も起きた。
アメリカでは、ユーザーが、独占キャリアであるAT&TとiTunes上でiPhoneの回線契約をした後日、多くは300ページなど大量の請求書がAT&Tから送られてきた事が立て続けに起こり、多くのメディアから紙の無駄、不経済であるとの理由で、AT&Tに対する批判が噴出した。

#### その後
このiTunesでアクティベーション、回線契約を結ぶ方式は初代iPhoneでのみ実施され、iPhone 3Gからは、本体の購入と同時に契約を行う方式に変更された。

## デザイン

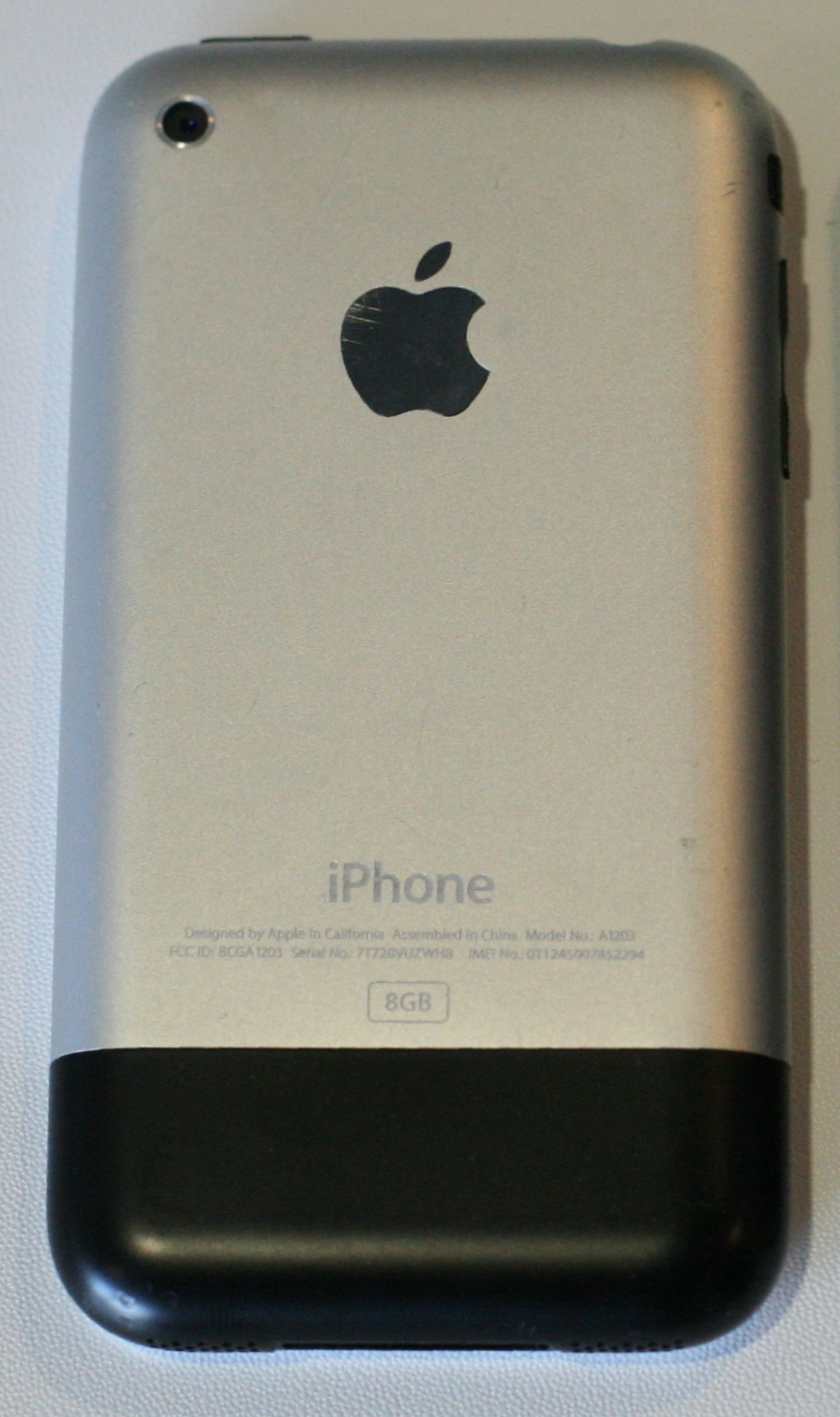
金属とプラスチックを用いる初代iPhone背面

初代iPhoneには前面にコーニング製の強化ガラスを使った3.5インチ (89 mm)のマルチタッチスクリーンが搭載されている。また、5つの物理的なボタンはiPhoneの後継機種にも受け継がれている。そしてメタルフレームはクロムメッキ (Chrome plating) 仕様である。背面がアルミニウムと黒のプラスチックになっているのは金属でセルラーやWi-Fi信号をブロックしないためである。
カメラは背面の左上に搭載され、ヘッドホンソケットは他モデルとは異なり、大半のヘッドセットと互換性が無くアダプタを介して接続する仕様である。

## ソフトウェア
iPhoneは販売している間、Mac OS Xベースであるとしていたが、オペレーティングシステムの名前はiPhone 2.0 SDKにてOS X iPhone（現iOS）であることが明らかにされた。Appleは初代iPhoneにバンドルされていたものを含め5つの主要なiPhone対応ソフトウェアをリリースしている。
現在では初代、3GのiPhoneでのソフトウェアアップデートは終了しているが、非公認のサードパーティがAndroidをiPhoneで起動させるためなどのカスタムファームウェアを制作している。

### ソフトウェアのバージョンアップ
初リリースのオペレーティングシステムにはビジュアルボイスメール、マルチタッチジェスチャー、HTMLメール、Safariウェブブラウザ、スレッドテキストメッセージング、YouTubeが使用可能だったが、MMS、アプリケーション、コピー・アンド・ペーストはサポートされていなかったため、脱獄することによってそれらの機能を使用可能にしようとした。公式的なソフトウェアアップデートでそれらの機能は段階的に追加されていった。
2008年7月11日のOS X iPhone 2.0によってアプリケーション、Microsoft Exchangeに対応、プッシュメールが追加された。
2009年6月17日のiPhone OS 3.0ではコピー・アンド・ペースト、新しいYouTubeの機能が追加されたが、初代iPhoneは対応から外された。
iPhone 3Gと同じCPU/RAM/GPUを搭載している初代iPhoneだったが、3Gと異なりiOS 4にアップデート出来ないため、初代iPhoneにiOS 4/5の機能を移植させるサードパーティー製プロジェクトがある。

## 評価
ニューヨーク・タイムズやウォール・ストリート・ジャーナルはiPhoneの評価に関して肯定的かつ慎重な論調だった。主な批判としてAT&Tの2.5G EDGEネットワークが比較的遅いことと、携帯電話として3Gサービスを使うことができないことを挙げている。
ウォール・ストリート・ジャーナルの技術コラムニストであるウォルター・モスバーグは「いくつかの欠点や機能の足りない点はあるものの、iPhoneはハンドヘルドコンピュータよりバランスが取れていて美しい。」と述べている。
タイム誌はiPhoneを2007年における「今年の発明品」に選出している。
オークションにおいて、4GBストレージモデルの未開封品が日本円で2600万円で落札された。